# Ніколаєнко Євдокія Іванівна
Ніколаєнко Євдокія Іванівна — ботанік, кандидат сільськогосподарських наук, співробітниця генетика  Миколи Вавилова з питань вивчення й удосконалення сортів пшениці, зернових та інших хлібних культур.

## Життєпис

### Навчання й робота у ВІР
Народилася 14(27) березня 1899 року в Анапі Краснодарського краю, мала старшу сестру Марію. У 1928 році закінчила Краснодарський сільськогосподарський інститут, отримала направлення на роботу в Кубанське відділення Всесоюзного інституту рослинництва. На Кубанській дослідній станції, у степовій частині Краснодарського краю, займалася вивченням зернових культур.
Успішні наукові розробки Євдокії Ніколаєнко в галузі селекції рослин зацікавили президента Всесоюзної академії сільськогосподарських наук імені Леніна Миколу Вавилова.
На той час Всесоюзний інститут рослинництва був однією з відомих  науково-дослідницьких установ і мав унікальний селекційний фонд. Інститут  мав свої відділення в різних районах країни. Одним із визначних підрозділів були Пушкінські лабораторії. У 1929 році Євдокію Іванівну запросили на роботу в Пушкін. Працювала на посаді старшого наукового співробітника, захистила кандидатську дисертацію. Опонентом був М. І. Вавилов.
У кінці 1930-х років проти співробітників ВІРу розпочалися репресії, тому Ніколаєнко звільнилася зі станції, але продовжила роботу та написання докторської дисертації. Підготовані до друку монографії «К генетике иммунитета пшениц к мучнистой росе» та «Распределение иммунитета среди рода Triticum» не були надруковані через початок Другої світової війни.
Була одружена з Переверзєвим Михайлом Івановичем, будівельником залізниць. Мали двох дочок Зою (1929 р. н.) та Олександру (1938 р. н.).

### Друга світова війна
У серпні 1941 року Євдокія Ніколаєнко брала участь в евакуації до Ленінграду колекцій Пушкінської станції ВІР, але сама не зуміла виїхати й залишилася з родиною в окупованому Пушкіні. Чоловік Євдокії був заарештований німцями через відмову співпрацювати та невдовзі застрелений при спробі втечі з табору в Гатчині. Восени та взимку Євдокія Іванівна продовжувала працювати в лабораторіях із зразками зібраних посівів.
Навесні 1942 року німецька окупаційна адміністрація ухвалила рішення про евакуацію зернових культур та обладнання лабораторій у Естонію. На той час колекція нараховувала 800 зразків пшениці. Разом з іншими співробітниками Ніколаєнко переїхала до Тарту, де їм вдалося заховати частину колекції.
Восени 1943 року станцію перевели до Латвії. У дослідному господарстві під Ригою було висіяно зернові культури з колекцій. Навесні 1944 року Ніколаєнко разом з дітьми втекли до лісу, вижили за рахунок підтримки місцевих мешканців. Восени 1944 року після повернення радянських військ до Латвії, Євдокія Іванівна повернулася в дослідне господарство та взяла участь у збиранні врожаю посіяних культур. Ніколаєнко склала науковий звіт щодо здатності культур рости в умовах Латвії.

### Післявоєнне життя
Після війни Є. І. Ніколаєнко працювала на Тирайненській дослідній станції з освоєння піщаних земель.
У жовтні 1945 року була арештована за нібито співпрацю з окупантами. При арешті було знищено частину врятованого насіння. За рішенням Військовий трибуналу отримала 20 років позбавлення волі. Опіку над дітьми взяла відома в Естонії лікар-фтизіатр  К. М. Бежаницька. Реабілітована була в 1956 році. У 1960 році повернулася з сибірського поселення, того ж року померла.